# 北伐汀泗桥战役遗址
北伐汀泗桥战役遗址，是国民革命军北伐战争汀泗桥战役遗址，位于湖北省咸宁市咸安区汀泗桥镇西200米。现为全国重点文物保护单位。现在遗址基础上建有北伐汀泗桥战役纪念馆。

## 历史
1926年8月，国民革命军北伐夺取湖北途中，军阀吴佩孚集结主力凭险扼守汀泗桥，8月26日，双方军队爆发激战。27日，国民革命军第四军占领汀泗桥。汀泗桥战役的胜利为国民革命军夺取武汉起到了重要作用。
1929年10月，中华民国政府在战场遗址上建北伐汀泗桥战役烈士陵园，园内有阵亡烈士墓、纪念碑、纪念亭，纪念碑碑文“国民革命军第四军阵亡将士纪念碑”，为时任中华民国立法院院长胡汉民所题。
1984年，北伐汀泗桥战役烈士陵园园内建设图片、文物陈列室。
1988年，中华人民共和国国家文物局拨款30万元修建园门。
2006年11月，咸安区在汀泗桥集镇建设占地面积2000平方米的北伐汀泗桥战役纪念馆。2009年7月1日，纪念馆建成。同年11月4日，正式开馆。

## 建筑
北伐汀泗桥战役遗址由烈士陵园、塔垴山战场、北伐汀泗桥战役遗址纪念馆等三大部分组成，烈士陵园内有烈士墓冢、烈士纪念碑、烈士纪念亭和刻有国民党元老胡汉民题写“国民革命军第四军阵亡将士纪念碑”的纪念碑，塔垴山战场，由三座低山组成，山上有战壕270余米，猫耳洞3个，炮台2座，碉堡2座，现均保存较好。

## 文物保护情况
1981年12月30日，以“国民革命军北伐战争汀泗桥战役遗址”的名义被湖北省人民政府列为第二批湖北省文物保护单位；2013年3月5日，以“北伐汀泗桥战役遗址”的名义被中华人民共和国国务院列为第三批全国重点文物保护单位。
其作为文物的保护范围为：以汀泗桥镇西山的北伐烈士陵园为中心，包括整个山包。西北以“陵园”边缘的公路为界，东南以京广铁路基为界，西南以“陵园”大门台阶前面铁路货场为界，东北延伸到老铁路桥北端（包括桥南的碉堡在内）。
其作为文物的建设控制地带为：由铁路桥延伸到塔垴山一线的三个山包，以山顶中心线向东北山下延伸30米，西南以汀泗桥为界，东边以塔垴山山脚为界。